# Лупава (Поморське воєводство)
Лупава (пол. Łupawa) — село в Польщі, у гміні Потенґово Слупського повіту Поморського воєводства.
Населення — 683 особи (2011).
У 1975-1998 роках село належало до Слупського воєводства.

## Демографія
Демографічна структура станом на 31 березня 2011 року:
|          | Загалом | Допрацездатний вік | Працездатний вік | Постпрацездатний вік |
| -------- | ------- | ------------------ | ---------------- | -------------------- |
| Чоловіки | 337     | 67                 | 242              | 28                   |
| Жінки    | 346     | 68                 | 221              | 57                   |
| Разом    | 683     | 135                | 463              | 85                   |